# 나일 강의 죽음
《나일 강의 죽음》（Death on the Nile）은 영국의 작가 애거사 크리스티가 1937년에 발표한 추리 소설이다. 에르퀼 푸아로가 선상에서의 괴사건에 도전한다.

## 줄거리
요양차 이집트로 여행 온 에르퀼 푸아로는, 댄스파티에서 사이먼 도일(Simon Doyle)과 그의 부인으로 미모의 대부호 리넷 리지웨이(Linnet Ridgeway Doyle)를 보게 된다. 하지만 그들 부부와 자클린 드 벨포르(Jaczueline de Bellefort)사이에서의 대화를 들은 에르퀼 푸아로는 자클린의 기색에 안 좋은 예감을 든다. 한편, 에르퀼 푸아로는 우연히 친구 레이스 대령을 만나 함께 다니게 된다.
그리고 무대는 나일강의 호화여객선의 선상으로 옮겨진다. 그 밤, 자클린이 사이먼의 무릎을 총으로 쏴 사이먼은 중태에 빠진다. 사이먼을 쏜 총은 어찌된 일인지 사라졌고, 다음날 아침 리넷이 침실에서 머리에 총을 맞아 사망한 채로 발견된다.

## 등장인물
- 에르퀼 푸아로 : 사립 탐정
- 리넷 리지웨이 : 미모의 부호
- 사이먼 도일 : 리넷의 남편
- 자클린 드 벨포르 : 리넷의 친구이자 사이먼의 전 약혼녀
- 루이즈 : 리넷의 하녀
- 레이스 대령 : 푸아로의 친구
- 마리 밴 슈일러 : 부유한 미망인
- 코넬리아 롭슨 : 슈일러의 조카딸
- 바워즈 : 스카일러의 간호사
- 조아나 사우스우드 : 사교계의 명사
- 앨러튼 부인 : 조아나의 사촌언니
- 팀 앨러튼 : 앨러튼 부인의 아들
- 오터번 부인 : 작가
- 로잘리 오터번 : 오터번 부인의 딸
- 제임스 퍼거슨 : 사회주의자
- 리케티 : 고고학자
- 칼 베스너 : 의사
- 플리트우트 : 기관사
- 앤드루 페닝튼 : 리넷의 재산 관리인
- 록퍼드 : 페닝튼의 동료
- 짐 팬솝 : 변호사
- 윌리엄 카마이클 : 짐의 숙부